# Вескотт (Вісконсин)
Вескотт (англ. Wescott) — місто (англ. town) в США, в окрузі Шавано штату Вісконсин. Населення — 3257 осіб (2020).

## Демографія
Згідно з переписом 2010 року, у місті мешкали 3183 особи в 1427 домогосподарствах у складі 938 родин. Було 2393 помешкання
Расовий склад населення:
| - 93,7 % — білих - 4,6 % — корінних американців - 0,3 % — азіатів - 0,1 % — чорних або афроамериканців |

До двох чи більше рас належало 1,0 %. Частка іспаномовних становила 1,7 % від усіх жителів.
За віковим діапазоном населення розподілялося таким чином: 18,3 % — особи молодші 18 років, 58,7 % — особи у віці 18—64 років, 23,0 % — особи у віці 65 років та старші. Медіана віку мешканця становила 49,0 року. На 100 осіб жіночої статі у місті припадало 101,6 чоловіків;  на 100 жінок у віці від 18 років та старших — 104,2 чоловіків також старших 18 років.
Середній дохід на одне домашнє господарство  становив 76 569 доларів США (медіана — 53 393), а середній дохід на одну сім'ю — 84 627 доларів (медіана — 65 565). Медіана доходів становила 47 955 доларів для чоловіків та 31 949 доларів для жінок. За межею бідності перебувало 10,9 % осіб, у тому числі 13,4 % дітей у віці до 18 років та 8,5 % осіб у віці 65 років та старших.
Цивільне працевлаштоване населення становило 1432 особи. Основні галузі зайнятості: виробництво — 17,8 %, освіта, охорона здоров'я та соціальна допомога — 16,9 %, роздрібна торгівля — 10,3 %, мистецтво, розваги та відпочинок — 10,2 %.